# FCアルマリク
FC AGMKアルマリク (英語: FC AGMK Olmaliq、ウズベク語: OKMK FK Olmaliq / ОКМК ФК Олмалиқ、ロシア語: ФК АГМК Алмалык) はウズベキスタン・タシュケント州のアルマリクを本拠地とするサッカークラブである。

## 概要
2004年にAGMKアルマリクとして設立された。2007年まで2部の中位を行き来するクラブだったが、2007年シーズンの1、2位のクラブが財政上の問題により昇格を辞退したため、この年度の成績は14位だったものの昇格が認められた。以降、1部のウズベク・リーグに在籍し続けている。2009年よりFKアルマリクに変更されたが2018年にAGMKアルマリクに戻された。現在のスポンサーは製鉄・冶金企業のアルマリク・メタラージカル・エンタープライズ (英語: Olmaliq metallurgical enterprise) である。

## タイトル

### 国内タイトル
- ウズベキスタン・カップ：1回
  - 2018

### 国際タイトル
なし

## 過去の成績
参考：RSSSF.com
| シーズン | リーグ           | ウズベク・リーグ | ウズベキスタン・カップ |
| -------- | ---------------- | ---------------- | ---------------------- |
| 2004     | 2部東地区        | 6位              |                        |
| 2005     | 2部              | 10位             |                        |
| 2006     | 2部              | 6位              |                        |
| 2007     | 2部              | 14位             | ベスト32               |
| 2008     | ウズベク・リーグ | 10位             | 準決勝敗退             |
| 2009     | ウズベク・リーグ | 4位              | ベスト16               |
| 2010     | ウズベク・リーグ | 10位             | ベスト16               |
| 2011     | ウズベク・リーグ | 11位             | ベスト32               |
| 2012     | ウズベク・リーグ | 8位              | ベスト16               |
| 2013     | ウズベク・リーグ | 5位              | ベスト16               |
| 2014     | ウズベク・リーグ | 6位              | 準々決勝敗退           |
| 2015     | ウズベク・リーグ | 6位              | ベスト32               |
| 2016     | ウズベク・リーグ | 13位             | ベスト16               |
| 2017     | ウズベク・リーグ | 8位              | ベスト16               |
| 2018     | ウズベク・リーグ | 9位              | 優勝                   |
| 2019     | ウズベク・リーグ | 9位              |                        |

## 歴代監督
- イーゴリ・シュクヴィリン 2008-2016
- バフティヤール・アシュルマトフ 2018-

## 歴代所属選手
- イスロム・イノモフ
- ファルホド・タジエフ
- ファッルーフ・ヌルリバエフ
- バフティヤール・ハミドゥラエフ
- シャフカト・ムラジャノフ